# Chiesa di San Francesco di Paola (Roma)
La chiesa di San Francesco di Paola è un luogo di culto cattolico di Roma, nel rione Monti, che si affaccia sulla piazza omonima.

## Storia
La chiesa, col suo annesso convento, è situata nelle vicinanze della Basilica di San Pietro in Vincoli. Fu fatta costruire da un sacerdote calabrese, Giovanni Pizzullo della Regina, tra il 1624 e il 1630, ad opera dell'architetto Orazio Torriani. Fu dedicata al santo fondatore dei Frati Minimi e divenne chiesa regionale dei Calabresi.
Nel 1662 la chiesa viene così descritta nella relazione ufficiale dello stato temporale delle chiese di Roma esistente negli archivi del Vaticano:
(Armellini, op. cit., p. 207-208.)
La chiesa utilizza come campanile una torre del vicino palazzo Borgia, che divenne sede del monastero quando fu costruita la chiesa.
In occasione dei lavori eseguiti nel 1884 per l'apertura di via Cavour, la chiesetta di San Salvatore ad tre imagines (di cui si fa cenno nella relazione sopra descritta) fu demolita, il livello stradale molto abbassato, e fu necessario costruire un muraglione di contenimento e di sostegno; per cui oggi la chiesa di San Francesco di Paola si presenta quasi sospesa tra terra e cielo per chi la guardi dal basso.
All'interno si presenta a navata unica con tre cappelle per lato. Tra le principali opere, si possono ricordare:
- l'altare maggiore, opera tardo barocca di Giovanni Antonio de Rossi (1655);
- il ciclo di affreschi, opera di Giuseppe Bartolomeo Chiari, che rappresentano i Miracoli di San Francesco di Paola;
- in sacrestia l'Apparizione della Vergine a San Francesco di Paola del Sassoferrato (1660) sulla volta, e lunette con i Miracoli di san Francesco di Paola di Agostino Masucci.
- San Francesco di Paola in adorazione del crocifisso, del calabrese Francesco Cozza.